# カイル・ガーリック
カイル・ブルース・ガーリック（Kyle Bruce Garlick, 1992年1月26日 - ）は、アメリカ合衆国カリフォルニア州オレンジ郡ラ・アブラ出身のプロ野球選手（外野手）。右投右打。MLBのアリゾナ・ダイヤモンドバックス傘下所属 。

## 経歴

### プロ入りとドジャース時代
2015年のMLBドラフト28巡目（全体852位）でロサンゼルス・ドジャースから指名され、プロ入り。契約後、傘下のルーキー級アリゾナリーグ・ドジャースでプロデビュー。パイオニアリーグのルーキー級オグデン・ラプターズ、A級グレートレイクス・ルーンズ、A+級ランチョクカモンガ・クエークスでもプレーし、4球団合計で60試合に出場して打率.349、9本塁打、44打点、2盗塁を記録した。
2016年はA+級ランチョクカモンガとAA級タルサ・ドリラーズでプレーし、2球団合計で128試合に出場して打率.293、19本塁打、76打点、1盗塁を記録した。
2017年はルーキー級アリゾナリーグ・ドジャースとAA級タルサでプレーし、2球団合計で79試合に出場して打率.246、18本塁打、44打点、1盗塁を記録した。
2018年はAA級タルサとAAA級オクラホマシティ・ドジャースでプレーし、2球団合計で116試合に出場して打率.259、22本塁打、60打点、2盗塁を記録した。
2019年は開幕をAAA級オクラホマシティで迎えた。5月16日、翌17日付でメジャー契約を結んでアクティブ・ロースター入りすると報じられ、19日のシンシナティ・レッズ戦でメジャーデビュー。この年メジャーでは30試合に出場して打率.250、3本塁打、6打点を記録した。
2020年2月10日にDFAとなった。

### フィリーズ時代
2020年2月15日にウェイバー公示を経てフィラデルフィア・フィリーズへ移籍した。
2021年1月18日にアーチー・ブラッドリーの加入に伴ってDFAとなった。

### ツインズ時代
2021年1月22日にウェイバー公示を経てアトランタ・ブレーブスへ移籍したが、2月5日にマーセル・オズナとの再契約に伴ってDFAとなり、11日にウェイバー公示を経てミネソタ・ツインズへ移籍した。シーズンでは36試合に出場して打率.232、5本塁打、10打点、1盗塁を記録した。オフの11月19日にマイナー契約で傘下のAAA級セントポール・セインツへ配属された。
2022年の開幕はAAA級セントポールで迎え、4月15日にメジャー契約を結んでアクティブ・ロースター入りした。
2023年1月11日にDFAとなり、17日にAAA級セントポールに送られた。開幕後はメジャー昇格とマイナー降格を繰り返した後、6月20日にDFAとなり、24日にAAA級セントポールに配属された。レギュラーシーズン終了後の10月2日にFAとなった。

### ダイヤモンドバックス時代
2024年2月23日にアリゾナ・ダイヤモンドバックスとマイナー契約を結び、同年のスプリングトレーニングに招待選手として参加することになった。

## 詳細情報

### 年度別打撃成績
| 年 度    | 球 団    | 試 合 | 打 席 | 打 数 | 得 点 | 安 打 | 二 塁 打 | 三 塁 打 | 本 塁 打 | 塁 打 | 打 点 | 盗 塁 | 盗 塁 死 | 犠 打 | 犠 飛 | 四 球 | 敬 遠 | 死 球 | 三 振 | 併 殺 打 | 打 率 | 出 塁 率 | 長 打 率 | O P S |
| -------- | -------- | ----- | ----- | ----- | ----- | ----- | -------- | -------- | -------- | ----- | ----- | ----- | -------- | ----- | ----- | ----- | ----- | ----- | ----- | -------- | ----- | -------- | -------- | ----- |
| 2019     | LAD      | 30    | 53    | 48    | 8     | 12    | 4        | 0        | 3        | 25    | 6     | 0     | 0        | 0     | 0     | 5     | 1     | 0     | 19    | 0        | .250  | .321     | .521     | .842  |
| 2020     | PHI      | 12    | 23    | 22    | 0     | 3     | 1        | 0        | 0        | 4     | 3     | 0     | 0        | 0     | 0     | 0     | 0     | 1     | 7     | 0        | .136  | .174     | .182     | .356  |
| 2021     | MIN      | 36    | 107   | 99    | 17    | 23    | 8        | 0        | 5        | 46    | 10    | 1     | 0        | 0     | 1     | 6     | 0     | 1     | 32    | 2        | .232  | .280     | .465     | .745  |
| 2022     | MIN      | 66    | 162   | 150   | 23    | 35    | 3        | 0        | 9        | 65    | 18    | 0     | 0        | 0     | 1     | 8     | 0     | 3     | 48    | 2        | .233  | .284     | .433     | .717  |
| 2023     | MIN      | 14    | 30    | 28    | 2     | 5     | 1        | 0        | 2        | 12    | 4     | 0     | 0        | 0     | 0     | 2     | 0     | 0     | 11    | 0        | .179  | .233     | .429     | .662  |
| MLB：5年 | MLB：5年 | 158   | 375   | 347   | 50    | 78    | 17       | 0        | 19       | 152   | 41    | 1     | 0        | 0     | 2     | 21    | 1     | 5     | 117   | 4        | .225  | .277     | .438     | .715  |

- 2023年度シーズン終了時

### 年度別守備成績
| 年 度 | 球 団 | 左翼（LF） | 左翼（LF） | 左翼（LF） | 左翼（LF） | 左翼（LF） | 左翼（LF） | 中堅（CF） | 中堅（CF） | 中堅（CF） | 中堅（CF） | 中堅（CF） | 中堅（CF） | 右翼（RF） | 右翼（RF） | 右翼（RF） | 右翼（RF） | 右翼（RF） | 右翼（RF） |
| 年 度 | 球 団 | 試 合      | 刺 殺      | 補 殺      | 失 策      | 併 殺      | 守 備 率   | 試 合      | 刺 殺      | 補 殺      | 失 策      | 併 殺      | 守 備 率   | 試 合      | 刺 殺      | 補 殺      | 失 策      | 併 殺      | 守 備 率   |
| ----- | ----- | ---------- | ---------- | ---------- | ---------- | ---------- | ---------- | ---------- | ---------- | ---------- | ---------- | ---------- | ---------- | ---------- | ---------- | ---------- | ---------- | ---------- | ---------- |
| 2019  | LAD   | 12         | 17         | 0          | 0          | 0          | 1.000      | -          | -          | -          | -          | -          | -          | 5          | 3          | 0          | 0          | 0          | 1.000      |
| 2020  | PHI   | 5          | 1          | 0          | 0          | 0          | 1.000      | -          | -          | -          | -          | -          | -          | 5          | 1          | 0          | 0          | 0          | 1.000      |
| 2021  | MIN   | 12         | 15         | 0          | 0          | 0          | 1.000      | 5          | 4          | 0          | 0          | 0          | 1.000      | 18         | 35         | 2          | 0          | 1          | 1.000      |
| MLB   | MLB   | 29         | 33         | 0          | 0          | 0          | 1.000      | 5          | 4          | 0          | 0          | 0          | 1.000      | 28         | 39         | 2          | 0          | 1          | 1.000      |

- 2021年度シーズン終了時

### 背番号
- 41（2019年）
- 23（2020年）
- 30（2021年 - 2023年）